# Roth (district)
Districtul Roth este un district rural  (în germană Landkreis) din regiunea administrativă Franconia Mijlocie, landul Bavaria, Germania.

## Orașe și comune
| orașe 1. Abenberg (5.568) 2. Greding (7.215) 3. Heideck (4.898) 4. Hilpoltstein (13.147) 5. Roth (25.020) 6. Spalt (5.110) comune (târg) 1. Allersberg (8.055) 2. Schwanstetten (7.530) 3. Thalmässing (5.375) 4. Wendelstein (16.046) | comune 1. Büchenbach (5.197) 2. Georgensgmünd (6.679) 3. Kammerstein (2.756) 4. Rednitzhembach (6.938) 5. Rohr (3.362) 6. Röttenbach (2.928) |